# Brahim Guenduz
Brahim Guenduz (en árabe: إبراهيم قندوز‎; 8 de mayo de 1999) es un deportista argelino que compite en piragüismo adaptado. Ganó una medalla de oro en los Juegos Paralímpicos de París 2024, en la prueba de KL3.

## Palmarés internacional
| Juegos Paralímpicos | Juegos Paralímpicos | Juegos Paralímpicos | Juegos Paralímpicos |
| Año                 | Lugar               | Medalla             | Prueba              |
| ------------------- | ------------------- | ------------------- | ------------------- |
| 2024                | París (Francia)     | Medalla de oro      | KL3                 |